# Iso Grifo
L'ISO Rivolta Grifo est une automobile sportive construite par Iso Rivolta, entre 1965 et 1974.

## L'histoire
En lançant le projet « Grifo », l'intention du constructeur Iso Rivolta, est de proposer une voiture qui soit spacieuse sans ressembler aux coupés mastodontes américains, mais plus imposante que les petites berlinettes sportives italiennes effilées, cherchant à concilier dans le même véhicule l'espace et le confort des unes avec l'élégance et les prestations des autres.
Ce challenge délicat est confié pour la partie technique à Giotto Bizzarrini, célèbre concepteur italien et consultant des marques de prestige Alfa Romeo et Ferrari, et à la non moins célèbre Carrozzeria Bertone pour la partie esthétique.
Le nouveau modèle sera réalisé en à peine quelques mois, attendu qu'il a été décidé de simplement raccourcir la plateforme de l'Iso Rivolta GT, déjà conçue par le même Bizzarrini. Le nouveau modèle est présenté pour la première fois au Salon international de l'automobile de Turin 1963, sous le nom ISO Rivolta A3L Grifo.
L'industrialisation est en revanche plus laborieuse, ralentie à cause de différences de vue entre la marque et le concepteur, qui met fin à son contrat avec ISO Rivolta en 1964, après avoir réalisé la  version compétition de la « Grifo » : l'A3C.
Les livraisons commencent en début d'année 1965 et montrent rapidement un accueil chaleureux de ce nouveau modèle auprès d'une riche clientèle qui pouvait se permettre de dépenser 8 000 000 de lires italiennes de l'époque, soit l'équivalent d'un appartement au centre de Milan.
L'Iso Grifo restera en fabrication sans grandes modifications jusqu'à la fermeture de l'usine de Bresso.

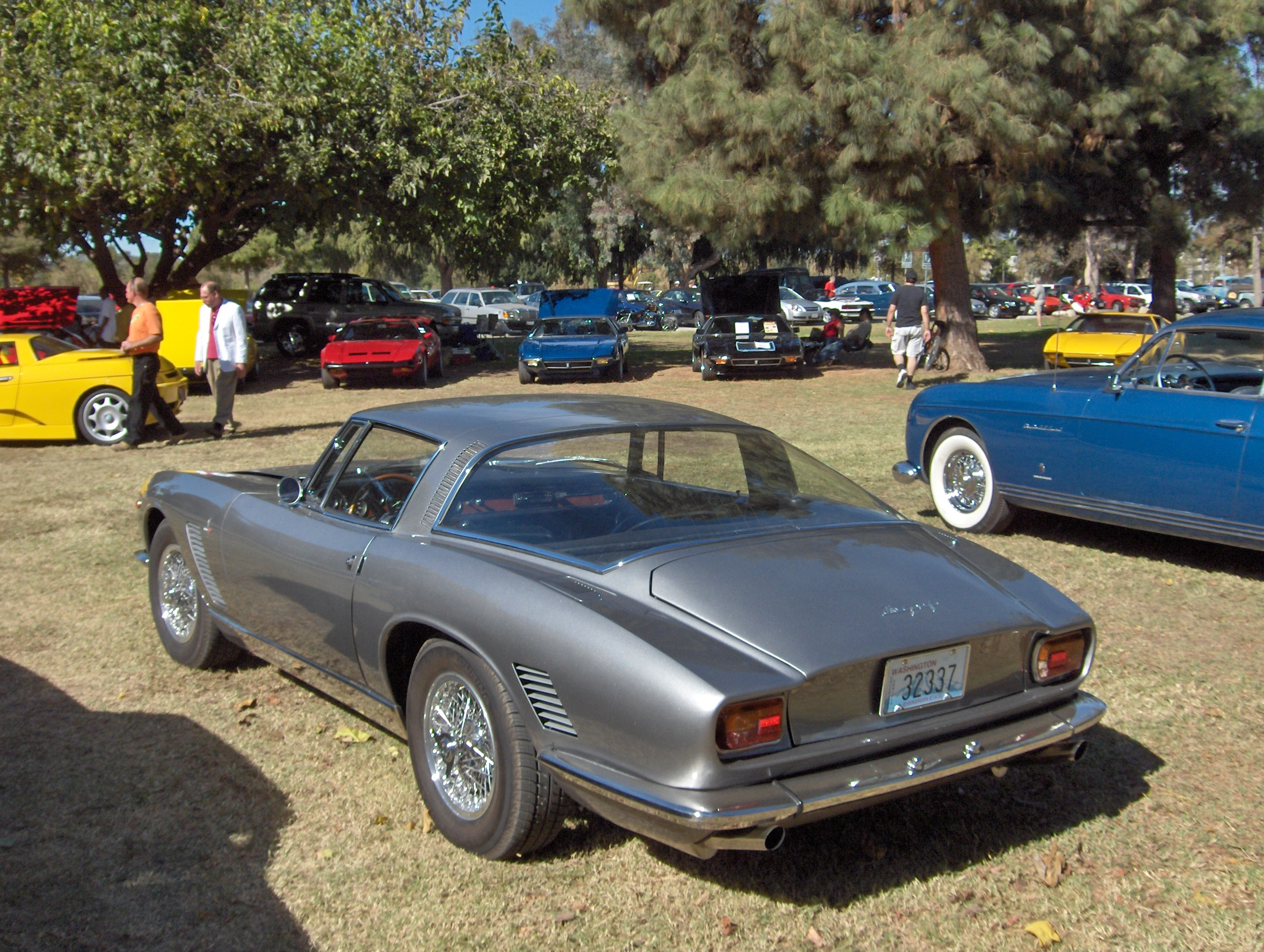
Vue arrière.

## La voiture

### L'A3C
À peine terminée la mise au point du modèle « tout public », Bizzarrini se consacre à la version de compétition, baptisée « A3C ». Réalisées par Pietro Drogo de chez Sports Cars, à Modène, la carrosserie en aluminium et une modification de la distribution des masses complètent le recul au maximum de la position du moteur pour assurer la meilleure répartition possible sur le châssis, dont l'empattement a été raccourci de 250 mm pour l'occasion.  
La motorisation est assurée par le célèbre bloc Chevrolet 327 ci (365 cv) alimenté par 4 carburateurs Weber de 45 dans un premier temps, puis un carburateur Holley à partir de l'exemplaire 210. L'A3C est également dotée de deux réservoirs d'essence supplémentaires, portant leur nombre à trois : le réservoir d'origine de 84 litres, situé derrière les sièges, et deux dans les longerons latéraux, de 28 litres chacun, portant la contenance totale de carburant à 140 litres, qui correspond alors à la charge maximale admise en compétition. Une fois le réservoir principal vide, le transfert du carburant depuis les deux réservoirs annexes vers le réservoir principal était assuré par une pompe électrique.
Véritable voiture de course, l'A3C ne bénéficie que d'un confort rudimentaire : sièges baquets assez peu confortables visant d'abord au maintien en course, aucun vide-poche ou autre option superflue pour la compétition. La suspension, jugée de très bonne qualité dès l'origine, garde la même structure que sur les autres Iso Rivolta : triangles superposés à l’avant et pont De Dion à l’arrière.
Pour pouvoir fabriquer le nombre de véhicules nécessaire à son homologation pour la compétition, Bizzarrini accepte que celui-ci soit badgé « Design by Bertone », bien que Bertone ne soit pas du tout à l'origine du projet.

La Grifo A3C ayant appartenu à Johnny Hallyday a été mise en vente aux enchères par Sotheby's à l'occasion du salon Rétromobile 2018. Estimée entre 2,5 et 3 millions d'euros, elle n'a cependant pas trouvé preneur, le prix de réserve n'ayant pas été atteint.

### Versions
- A3L Grifo (1965)
- Grifo GL (1965 - 1970)
- Grifo 7 litres (1968 - 1970)
- Grifo IR8 (1971 - 1974)
- Grifo IR8 Can-Am (1971 - 1974)